# The Battle (album)
Pour les articles homonymes, voir The Battle.
Albums de George Jones
Memories of Us
(1975) Alone Again
(1976)
The Battle est un album de l'artiste américain de musique country George Jones. Cet album est sorti en 1976 sur le label Epic Records. Il a atteint la 36e position des charts de musique country du classement du magazine Billboard.

## Liste des pistes
| No  | Titre                                       | Auteur                                     | Durée |
| --- | ------------------------------------------- | ------------------------------------------ | ----- |
| 1.  | The Battle                                  | Norro Wilson, George Richey, Linda Kimball |       |
| 2.  | I Can't Get Over What Lovin' You Has Done   | Jodie Emerson                              |       |
| 3.  | Baby, There's Nothing Like You              | Earl Montgomery, George Jones              |       |
| 4.  | You Always Look Your Best (Here in My Arms) | Curly Putman, Mike Kosser, Steve Pippin    |       |
| 5.  | Nighttime (And My Baby)                     | Wilson, Taylor, Joe Stampley               |       |
| 6.  | I'll Come Back                              | Montgomery                                 |       |
| 7.  | Wean Me                                     | Jones, Tammy Wynette                       |       |
| 8.  | Love Coming Down                            | Jerry Chesnut                              |       |
| 9.  | Billy Ray Wrote a Song                      | Hank Cochran, Glenn Martin                 |       |
| 10. | I Still Sing the Old Songs                  | David Allan Coe                            |       |

## Positions dans les charts
Album – Billboard (Amérique du nord)
| Année | Chart          | Position |
| ----- | -------------- | -------- |
| 1976  | Albums country | 36       |

Single - Billboard (Amérique du nord)
| Année | Single                                      | Chart           | Position |
| ----- | ------------------------------------------- | --------------- | -------- |
| 1977  | You Always Look Your Best (Here in My Arms) | Singles country | 37       |
| 1976  | The Battle                                  | Singles country | 14       |